# Klatring
Klatring er en sportslig aktivitet, hvor man primært bruger sine hænder og fødder til at komme op ad klatrevægge, klipper og bjerge. Klatring er opstået i bjergene og har op gennem det 20. århundrede manifesteret sig som en markant frilufts-aktivitet & kultur. I slut 80érne skød de første kunstige indendørs klatrevægge op og en ny og mere sportsligt orienteret klatrevægs-kultur er opstået. Det er gået stærkt siden og IFSC (International Federation of Sport Climbing) anslår at klatresporten i 2014 rundede 25 mio. klatrerer hvoraf langt størstedelen primært klatrer på klatrevægge. 

## Klatrediscipliner
Der findes forskellige typer af klatring, her kan bl.a. nævnes bouldering, sportsklatring, traditionel klatring, big wall, isklatring og alpin klatring: 
Bouldering er den klatredisciplin som er lettest tilgængelig og vokser hurtigst. Bouldering foregår på designede boulder-klatrevægge eller på store stenblokke (eng: boulders) - Bouldering foregår i lav højde og sikres på klatrevægge med en simpel nedfaldsmadras og udendørs med en bærbar crash pad. Der er ikke behov for reb og øvrigt klatreudstyr, da man i tilfælde af styrt ikke falder så langt. Ud over nedfaldsmadrassen er eneste udstyr man skal bruge klatresko og kalk til at holde hænderne tørre. Bouldering har ofte fokus på teknisk og vanskelig og styrke- og balance-krævende klatring. Bouldering er ofte en ret social form for klatring, hvor man arbejder sammen om, på skift, at løse et såkaldt "boulder-problem" . Der afholdes danske og nordiske mesterskaber i bouldering, ligesom der findes en worldcup i boulder-disciplinen. De klassiske rejsemål for bouldering på klipper er Fontainebleau nær Paris. Tættest på Danmark ligger Kjugekul i Syd Sverige, og der er et utal af boulderområder rundt om i hele verden. 
Sportsklatring foregår på klipper, hvor der i forvejen er placeret faste sikringspunkter i klippen. Disse faste sikringspunkter kan være af forskellig karaktér, men er oftest "metaløjer", som man kan klippe sin karabin ind i. Metaløjerne kaldes i klatresproget for "hængere", og man siger, at ruterne er boltet. Sportsklatring har fokus på den tekniske vanskelighed og da sikringspunkterne i klippen er faste, er der mindre besvær med at placere sikringer end ved traditionel klatring. Sportsklatring kan også dyrkes indendørs på en klatrevæg. Konkurrenceklatring er oftest sportsklatring, og der afholdes både danske og nordiske mesterskaber, ligesom der er en worldcup i sportsklatring. Der er vanskelige sportsklatreruter mange steder i verden – de mest populære destinationer er Spanien, Frankrig, Thailand, Kalymnos (Grækenland) samt USA. 
Traditionel klatring foregår med kiler og friends på samme måde som big wall, men ruterne er kortere, så man ikke skal sove eller spise på dem. Typisk klatres der frit, dvs sikringspunkterne anvendes ikke til at tage sig op med. De er kun sat som sikkerhed hvis man skulle falde. Verdens vanskeligste (2006) traditionelt sikrede rute hedder Cobra Crack (5.14) og ligger i Squamish, Canada. 
Big wall-klatring går ud på, at man starter for foden af en klippevæg, der er meget høj, og så bruger indtil flere dage på at nå toppen. På vejen sikrer man sig direkte på klippen – enten ved at sætte metalkiler eller friends i klemme i sprækker i klippen eller ved at hamre pitons ind i sprækker. 
Ofte belaster man udstyret ved at hænge i kilerne for at kunne sætte den næste. Dette kaldes aid klatring. Hvis man klatrer ruten uden at falde eller belaste sikringspunkterne, taler man om at ruten er klatret frit (eng: free climbing).
På en big wall sover man hængende på siden af klippen i en portaledge, som er en blanding mellem et telt og en hængekøje. Der kan klatres big wall mange steder i verden. Det mest kendte er Yosemite i Californien, hvor klippesiderne er op til en kilometer høje. 
Isklatring finder sted på frosne vandfald og klippesider, som vand flyder ned ad og fryser på. Der anvendes særlige stive støvler, hvor man kan spænde metalpigge (steigeisen) på, samt isøkser, som kan slås ind i isen. Sikring foretages med isskruer, som skrues ind i isen. Der afholdes konkurrencer i isklatring og der er også en worldcup. En variant af isklatring foregår på steder, hvor isen er så tynd, at man må anvende greb eller sikringspunkter i klippen. Dette kaldes mixklatring og er under stærk udvikling. De mest kendte steder for isklatring er Vail, Colorado, flere steder i Alperne samt Rjukan i Norge.
Alpin klatring foregår med samme udstyr som traditionel klatring, men foregår i de høje bjerge og formålet er typisk at nå en top. Denne disciplin er tæt forbundet til bjergbestigning.

## Graderinger
Inden for de forskellige typer klatring anvendes forskellige graderingsskalaer, som angiver klatringens sværhedsgrad og/eller risiko ved styrt. De forskellige graderingsskalaer er opstået samtidigt flere steder i verden, og der er endnu ikke enighed om at anvende den samme graderingsskala på verdensplan. Alle klatregraderinger er subjektive, dvs der findes ingen målbare karakteristika, som kan bruges til at fastlægge en rutes eller boulders grad. I praksis foregår det ved at førstebestigeren på baggrund af sin erfaring fra andre ruter med graderinger bedømmer, hvilken sværhedsgrad han mener ruten har. De næste bestigere vurderer tilsvarende ud fra deres erfaring, og efterhånden dannes en konsensus om hvilken gradering ruten skal have. Særligt blandt de vanskeligste ruter er antal repetitioner begrænset, og derfor er deres gradering usikker.
I USA anvendes skalaen YDS (Yosemite Decimal System) til sportsklatring og traditionel klatring. YDS går fra 5.3 (lettest) til 5.15 (sværest), med skridt på 0.1 som skelnen (dvs 5.3, 5.4, 5.5 osv). Desuden anvendes plustegn som angivelse af, at en rute er sværere end den "rene grad", men lettere end den næste tal-gradering – eksempel: 5.7+ er sværere end 5.7, men lettere end 5.8. Til bouldering anvendes V-grader, som går fra V0 til V16 med mulighed for at anvende plustegn.
I Europa anvendes typisk Fransk gradering til sportsklatreruter. Denne skala går fra 3a til 9b, hvor de enkelte tal kan efterfølges af bogstaverne a, b og c samt et plustegn. Dvs en 6b rute er vanskeligere end en 6a rute, og en 6a+ rute er vanskeligere end en 6a rute men lettere end en 6b.
Til traditionel klatring i Europa anvendes primært lokale graderinger (UIAA i Tyskland, Skandinavisk gradering i Sverige og Norge osv). 
Bouldering i Europa graderes efter en skala, som stammer fra Fontainebleau nær Paris. Denne skal kaldes i daglig tale blot "Font" og går fra 4 til 8C+. Den minder i sin udformning særdeles meget om sportsklatregraderingen, men der er uheldigvis ikke overensstemmelse mellem disse. En Font grad på 6A er noget vanskeligere end en sportsklatregrad på 6a. Bemærk, at bogstavet i Font graden skrives med versaler, i modsætning til bogstavet i sportsklatregraderingen, som skives med småt.
På de Britiske øer anvendes en kompliceret skala til gradering af ruter. Denne skala medtager både den tekniske sværhedsgrad og risiko ved styrt. Dvs en rute kan være let at klatre, men umulig at sikre eller omvendt. Den tekniske sværhedsgrad uden hensyntagen til sikringsmuligheder angives på en skala fra 4a til 7b, mens den "samlede vurdering af ruten" angives på en skala fra Mod ("Moderate") til HVS ("Hard Very Severe") og derefter videre fra E1 til E11. Dvs en E1 er vanskeligere end en HVS, mens en E5 er lettere end en E6. E-skalaen bliver dog justeret efter risikoen ved styrt, således at en rute som er vanskelig eller umulig at sikre får en højere E-grad end dens tekniske vanskelighed ellers berettiger.
Bouldering på de Britiske øer graderes efter en skala, som går fra B0 til B15. Denne er dog efterhånden ved at blive udkonkurreret af den amerikanske V-skala.
Is-klatring graderes efter en skala, som går fra WI1 til WI8, hvor WI står for Water Ice. Den specielle variant, mix-klatring, hvor man både bruger is og klippe på samme rute, graderes efter en skala fra M1 til M15.